# 普林河
47°52′32.56″N 12°21′31.27″E / 47.8757111°N 12.3586861°E

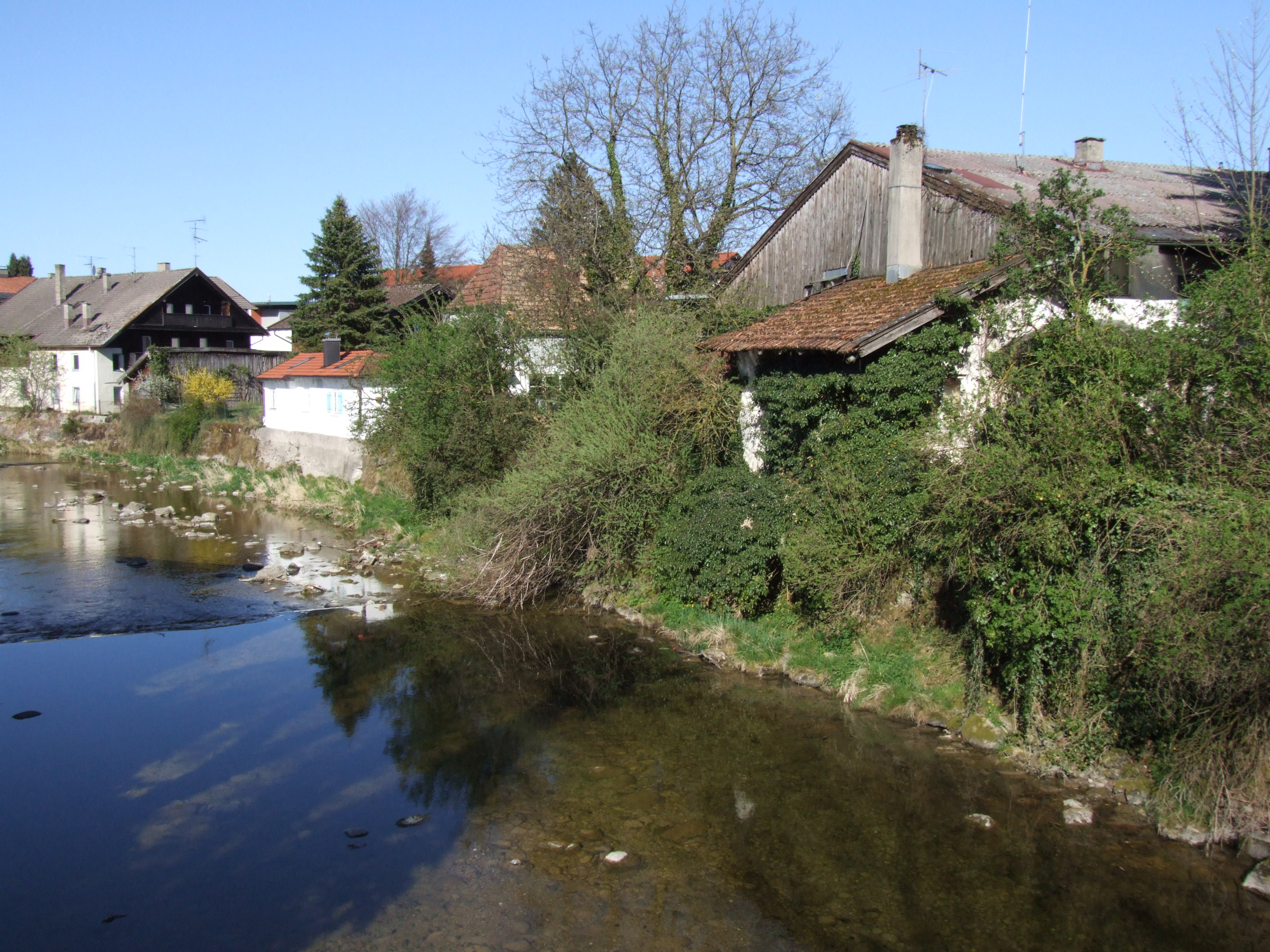
普林河

普林河（德語：Prien），是德國的河流，位於該國東南部，由巴伐利亞負責管轄，河道全長45.7公里，流域面積261.7平方公里，發源自里姆斯廷以東，河口處在基姆湖畔普林。

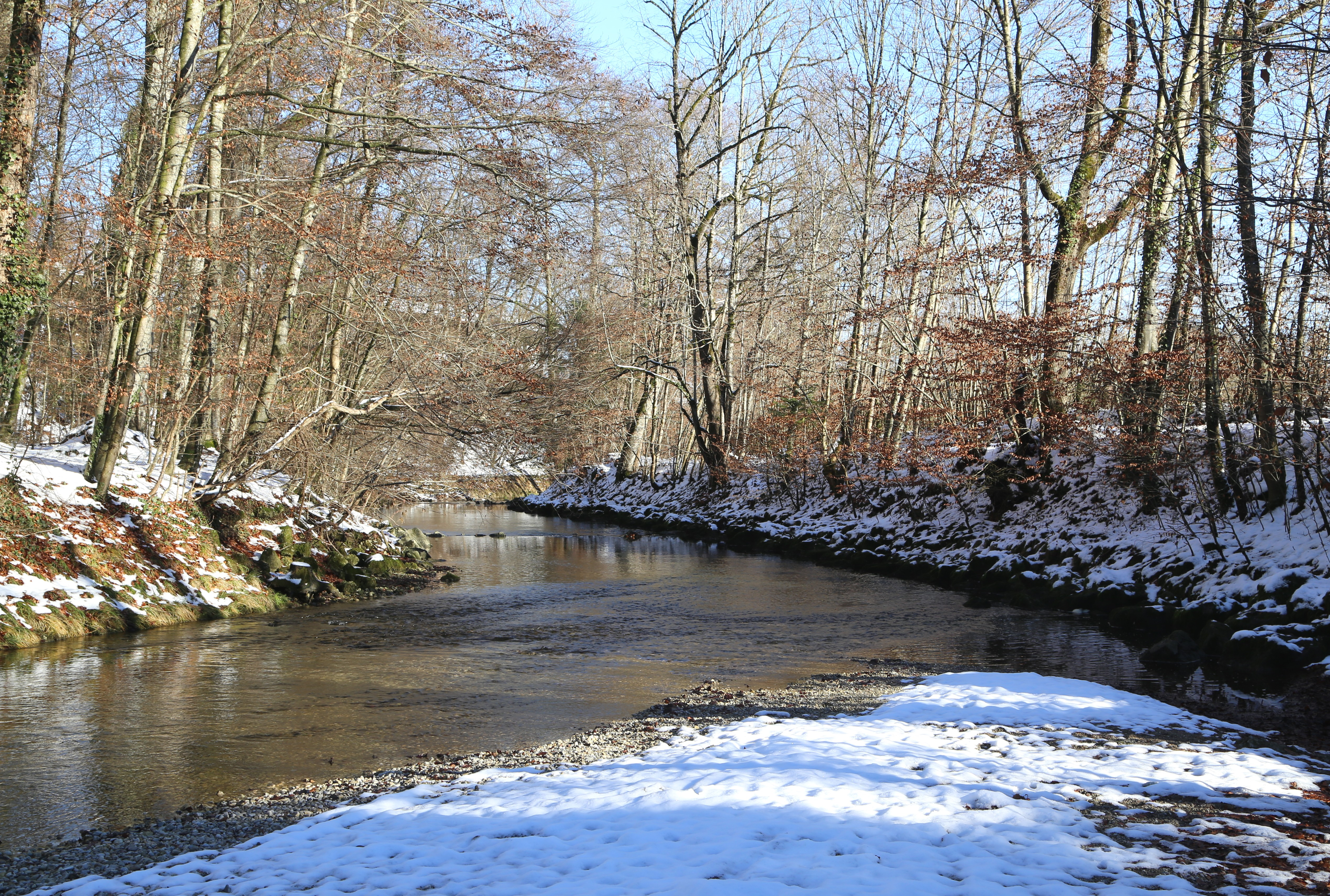
冬季雪景